# Old ways (album van Neil Young)
Old ways is het 14e studioalbum van de Canadese singer-songwriter Neil Young. Het album werd uitgebracht op 12 augustus 1985. Young verwijst naar dit album als Old ways II, omdat hij oorspronkelijk in 1983 een countryalbum had gepland met de naam Old ways. Geffen Records was hier tegen en vroeg Neil om een "rock-'n-roll"-album, dat Young zou maken in de vorm van Everybody's rockin'. Old ways I zou veel tot op de dag van vandaag nog steeds niet uitgebrachte nummers bevatten.

## Tracklist
Alle muziek en teksten zijn geschreven door Neil Young, tenzij anders aangegeven. 
| Nr. | Titel                                            | Duur |
| --- | ------------------------------------------------ | ---- |
| 1.  | The wayward wind (Herb Newman, Stanley Lebowsky) | 3:12 |
| 2.  | Get back to the country                          | 2:50 |
| 3.  | Are there any more real cowboys?                 | 3:03 |
| 4.  | Once an angel                                    | 3:55 |
| 5.  | Misfits                                          | 5:07 |

| Nr. | Titel                         | Duur |
| --- | ----------------------------- | ---- |
| 6.  | California sunset             | 2:56 |
| 7.  | Old ways                      | 3:08 |
| 8.  | My boy                        | 3:37 |
| 9.  | Bound for glory               | 5:48 |
| 10. | Where is the highway tonight? | 3:02 |